# UMD格式
UMD：手机电子书格式，是Universal Mobile Document的简称。因其压缩比例高，支持多种功能，很多电子书被做成UMD格式，也是目前非常流行的电子书格式。Nokia Symbian平台的掌上书院，百阅，Qreader，熊猫看书]支持打开UMD格式电子书，如J2ME的其他移动软件平台也有阅读UMD的客户端软件。
UMD格式由@kcome在2003年末定制，其阅读工具是掌上书院，并于同时在互联网发布制作工具。